# Sternbergia
Sternbergia es un género  de plantas herbáceas, perennes y bulbosas perteneciente a la familia Amaryllidaceae. Comprende 26 especies.

## Distribución
Tiene una amplia distribución en toda la Europa mediterránea y en Asia.  Fue descrita por primera vez por Clusius en 1601 como Narciso, antes de ser redescrita por Linneo como Amaryllis en 1753. Por lo tanto la planta de estas descripciones es ahora reconocida como Sternbergia lutea, que fue descrita por F. von Waldstein y por P. Kitaibel en 1803, aunque su primera validación del nombre Sternbergia  se aplicó a S. colchiciflora.

## Descripción
Este género contiene un número de especies bulbosas que se asemejan a Crocus. Producen flores de color amarillo dorado. Las inflorescencias nacen de tallos por encima del suelo; las flores se abren durante el otoño o principios de invierno. 
La flor se compone de seis estambres y un único estilo adjunto a un ovario inferior. 
El género ha ganado prestigio debido a la amplia difusión del uso de S. lutea  como una planta de jardín; ha sido cultivada desde hace varios cientos de años,  estando naturalizada en muchas partes del norte de Europa, lo que ha resultado en la ampliación del área de distribución de la especie.

## Taxonomía
El género fue descrito por Waldst. & Kit.  y publicado en Descriptiones et Icones Plantarum Rariorum Hungariae 2: 172. 1804. La especie tipo es: Sternbergia colchiciflora Waldst. 
Etimología
Sternbergia: nombre genérico que se refiere al conde Kaspar Maria von Sternberg (1761-1838), botánico y paleontólogo checo, fundador del Museo Nacional de Bohemia en Praga.

## Especies seleccionadas
- Sternbergia aetnensis Guss.
- Sternbergia alexandrae Sosn.
- Sternbergia americana Hoffmanns.
- Sternbergia amoricana Hoffmanns.
- Sternbergia aurantiaca Dinsm.
- Sternbergia candida B.Mathew & T.Baytop
- Sternbergia clusiana Ker Gawl. ex Schult.
- Sternbergia dalmatica Herb.
- Sternbergia exscapa Tineo
- Sternbergia grandiflora Boiss. ex Baker
- Sternbergia macrantha J.Gay ex Boiss.
- Sternbergia vernalis (Mill.) Gorer & J.V.Harv.